# Кастельфорт
Кастельфорт (валенс. Castellfort, ісп. Castellfort) — муніципалітет в Іспанії, у складі автономної спільноти Валенсія, у провінції Кастельйон. Населення — 240 осіб (2010).

## Географія
Муніципалітет розташований на відстані близько 300 км на схід від Мадрида, 60 км на північ від міста Кастельйон-де-ла-Плана.

## Демографія
Динаміка населення (INE ):

## Галерея зображень

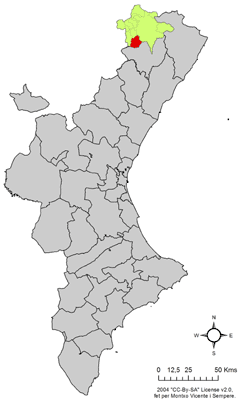
Розташування муніципалітету Кастельфорт у автономній спільноті Валенсія
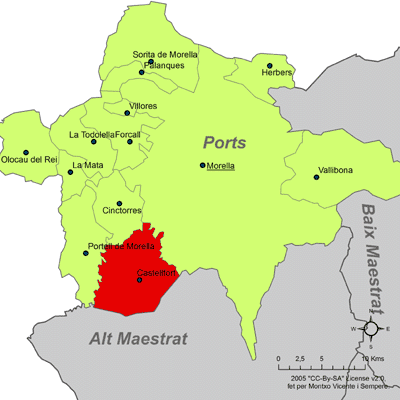
Розташування муніципалітету Кастельфорт у комарці Лос-Пуертос-де-Морелья